# Municipio de Wheatland (Dakota del Sur)
El municipio de Wheatland (en inglés: Wheatland Township) es un municipio ubicado en el condado de Day en el estado estadounidense de Dakota del Sur. En el año 2010 tenía una población de 62 habitantes y una densidad poblacional de 0,66 personas por km².

## Geografía
El municipio de Wheatland se encuentra ubicado en las coordenadas 45°12′8″N 97°25′22″O / 45.20222, -97.42278. Según la Oficina del Censo de los Estados Unidos, el municipio tiene una superficie total de 94.35 km², de la cual 93,83 km² corresponden a tierra firme y (0,55 %) 0,52 km² es agua.

## Demografía
Según el censo de 2010, había 62 personas residiendo en el municipio de Wheatland. La densidad de población era de 0,66 hab./km². De los 62 habitantes, el municipio de Wheatland estaba compuesto por el 96,77 % blancos, el 3,23 % eran asiáticos. Del total de la población el 0 % eran hispanos o latinos de cualquier raza.